# Bielsk (gromada)
Bielsk – dawna gromada, czyli najmniejsza jednostka podziału terytorialnego Polskiej Rzeczypospolitej Ludowej w latach 1954–1972.
Gromady, z gromadzkimi radami narodowymi (GRN) jako organami władzy najniższego stopnia na wsi, funkcjonowały od reformy reorganizującej administrację wiejską przeprowadzonej jesienią 1954 do momentu ich zniesienia z dniem 1 stycznia 1973, tym samym wypierając organizację gminną w latach 1954–1972.
Gromadę Bielsk z siedzibą GRN w Bielsku utworzono – jako jedną z 8759 gromad na obszarze Polski – w powiecie płockim w woj. warszawskim, na mocy uchwały nr VI/10/13/54 WRN w Warszawie z dnia 5 października 1954. W skład jednostki weszły obszary dotychczasowych gromad Bielsk, Dziedzice (z wyłączeniem wsi Krajkowo), Gilino, Leszczyno Księże, Rudowo i Ułtowo oraz wieś Leszczyno Szlacheckie z dotychczasowej gromady Leszczyno Szlacheckie ze zniesionej gminy Bielsk a także obszar dotychczasowej gromady Zakrzewo ze zniesionej gminy Zągoty() w tymże powiecie. Dla gromady ustalono 26 członków gromadzkiej rady narodowej.
31 grudnia 1959 do gromady Bielsk przyłączono obszar zniesionej gromady Śmiłowo w tymże powiecie (bez wsi Siemienie i Tłubice).
31 grudnia 1961 do gromady Bielsk włączono obszar zniesionej gromady Ciachcin w tymże powiecie oraz wieś Tłubice z gromady Lelice w tymże() powiecie.
1 stycznia 1969 do gromady Bielsk włączono wsie Kleniewo i Smolino ze zniesionej gromady Zagroba w tymże powiecie.
Gromada przetrwała do końca 1972 roku, czyli do kolejnej reformy gminnej. 1 stycznia 1973 w powiecie płockim reaktywowano gminę Bielsk.